# 義道一円
義道 一円（ぎどう いちえん、宝暦12年（1762年）-天保5年（1834年））とは、江戸時代の伊勢国桑名の浄土真宗の僧侶（長円寺住職）、折り紙作家。

## 来歴
伊勢国桑名の長円寺11世住職。生没年は宝暦9年（1759年）-文政13年-天保元年（1831年）説もあり。号は魯縞庵。
連鶴が記載された世界最古の本『秘傳千羽鶴折形』を秋里籬島、竹原春泉斎と共に寛政9年（1797年）に出版。

## 作品
- 『秘傳千羽鶴折形』　寛政9年（1797年）刊行
- 『桑府名勝志』6巻[2]、　寛政10年（1798年）刊行、桑名市指定文化財
- 『桑府年代記』2巻[2]
- 『桑府什宝記』3巻[2]
- 『久波奈名所図会』3巻、工藤麟溪絵、享和2年（1802年）刊行、桑名市指定文化財
- 『公私文庫』2巻
- 『古語園』[2]
- 『縞庵随筆』5冊